# 封神三部曲
《封神三部曲》包括三部实景真人的奇幻史詩電影：《封神第一部：朝歌风云》（2023年）、《封神第二部：战火西岐》（2025年）及《封神第三部》（待定）。封神三部曲是根据許仲琳所著小說《封神演义》和話本《武王伐纣平话》改编，由烏爾善执导。該系列由共三部電影組成。电影大抵依循小说的主线故事，但也加入了一些新元素及一些偏离原著的情节。
故事背景是商朝的中國大陸，電影三部曲的重點都集中在少年的西伯侯姬發及西岐遠征軍執行開啟封神榜的任務，以及消滅末世天譴的制造者商紂王殷壽。隨著情節的發展，殷商将军邓婵玉率领魔家四将兵临西岐，西岐军民保卫家园。元始天尊携十二金仙下山降妖，人仙妖三界大戰一触即发，同時，仙人姜子牙、流亡的西岐侯位继承者姬發聯合商朝百姓(非現稱中國大陸的國家, 商朝為獨立國家, 與中華人民共和國並非繼承之關係)對抗殷壽，最終在封神大戰取得勝利。
殷寿、姜子牙、姬发、殷郊、妲己是贯穿“封神三部曲”的主要核心角色。
“封神三部曲”是规模宏大的神话史诗类题材电影项目，三部電影制作总成本24億人民幣，宣传与发行总成本6億人民幣，總投資高達30億人民幣，采取三部电影连拍模式创作，整个电影拍摄计划历时十三年，三部电影的拍摄工作都在烏爾善的家乡中國进行。

## 電影
| 電影                     | 上映日期      | 導演   | 編劇                       | 总制片人 | 監製               |
| ------------------------ | ------------- | ------ | -------------------------- | -------- | ------------------ |
| 《封神第一部：朝歌风云》 | 2023年7月20日 | 烏爾善 | 烏爾善、冉平、冉甲男、曹升 | 罗珊珊   | 江志强、杜揚、黄渤 |
| 《封神第二部：战火西岐》 | 2025年1月29日 | 烏爾善 | 烏爾善、冉平、冉甲男、曹升 | 罗珊珊   | 江志强、杜揚、黄渤 |
| 《封神第三部》           | 待定          | 烏爾善 | 烏爾善、冉平、冉甲男、曹升 | 罗珊珊   | 江志强、杜揚、黄渤 |

### 第一部：朝歌风云（2023）
商王殷寿与狐妖妲己勾结，暴虐无道，引发天谴。昆仑仙人姜子牙携“封神榜”下山，寻找天下共主，以救苍生。西伯侯之子姬发逐渐发现殷寿的本来面目，反出朝歌。
太古之时，一片混沌，盘古开天辟地，身体化为了日月山川，世界因此造就。女娲娘娘抟土造人，以元气赐予泥人生命，人类由此诞生。女娲离世前留下一件宝物，名曰封神榜，交由昆仑仙人守护，此物有回天之灵，唯有天下共主，方可开启。人类由此诞生。封神榜为上古至宝，可以解除天谴，拯救苍生，更有神兽龙须虎守护。三千多年前人、仙、妖三界共存，近来昆仑仙境、人间异象频生，昆仑仙人姜子牙奉太上元始天尊之命，随同师侄哪吒、杨戬，下山寻找天下共主。
因冀州侯苏护永不朝商，商王帝乙派遣其次子殷寿率领质子旅姬发与殷郊等人攻打冀州侯苏护，冰天雪地之中，冀州城破，姬发杀死苏护之子苏全忠，苏护不敌，被殷寿枭首，苏护之女苏妲己目睹其父兄之惨死，为保贞洁，悲痛自尽身亡。殷寿流出鲜血，意外解开轩辕坟九尾妖狐封印，九尾妖狐以寒冰之魄，突破封印，附身于苏妲己尸身。
殷寿凯旋回朝歌，将苏护人头献给商王帝乙，将妲己献给兄长殷启。庆功宴上，九尾狐附身殷启，以妖术蛊惑，殷启魔性大发，弑君犯上，当场杀死了帝乙 ，后更欲将杀害殷寿，被质子旅团团围住，质子旅姬发阻止殷启，却不幸误杀殷启，国不可一日无君，实为殷寿设计一切，趁勢称王，顺利登基，成为商朝国君“帝辛” 。大司命比干卜卦，在甲骨文中算出天谴将至，唯有商王仿效成汤先祖自焚祭天，可救殷商王朝，殷寿命太子殷郊监工，修建祭天台。召四大伯侯进宫，当晚姜王后教殷郊弹琴，殷郊回府之时，在路上遇九尾妖狐吃宫女，一路追妖狐到殷寿寝宫，殷寿大怒，殷郊竟然发现真相，欲杀苏妲己，被殷寿阻止。
姜子牙、哪吒、杨戬到人间，遇朝歌抓捕奴隶修建祭天台，被朝歌将士当成奴隶一并带到祭天台工地。哪吒、杨戬大闹祭天台，此时殷郊与姬发听到打斗声前来，姜子牙说明了来意，欲向天下共主，献上至宝“封神榜”。
在朝歌龙德殿，质子旅姬发与殷郊，将姜子牙、哪吒、杨戬带入龙德殿，此时金鳌岛术士申公豹，正向殷寿展示断头不死之术，姜子牙进献封神榜，不料却发现殷寿内心邪恶，并非天下共主，真命天子另有其人！姜子牙带着封神榜逃离了朝歌，商王殷寿下令，必须夺回封神榜！姬发、殷郊一路追去，关键时刻，姬发弃暗投明，将封神榜扔下，并未带回朝歌。西伯侯姬昌于雷雨之际，在路边捡到雷震子，被姜子牙遇到。哪吒将雷震子带回昆仑。
四大伯侯于女娲庙汇合，商讨此次进宫事宜，恐怕凶多吉少。鄂崇禹提议起兵造反。四伯侯入宫，商王殷寿诬陷四伯侯，令其子杀之 、并取而代之，袭其爵位封国，崇应彪杀崇侯虎、姜文焕杀姜桓楚、鄂顺被殷寿斩杀，鄂崇禹被大殿侍卫斩杀，西伯侯姬昌入狱，伯邑考为尽孝道，孤身前往朝歌城，为救父蒙难而死。 
姜王后闻东伯侯姜桓楚被杀，悲痛欲绝，求殷寿赐死，后被妲己所害。王叔比干赤胆忠心，得知妖妃苏妲己乱国，欲致其于死地，却不料殷寿利欲熏心，竟然阻止比干，妄图借助妖狐之力长生不老。比干不惜此心，挖“七窍玲珑心”，命妲己服下，妲己现出九尾妖狐真身，然而殷寿认为九尾妖狐是祥瑞，能助其成为天下共主，比干遗恨千古，以身殉国。殷寿纵火焚毁宗庙社稷，更在列祖列宗灵位之前，与妲己行云雨之事！其荒淫无道之举，罄竹难书！
殷郊因多次欲杀妲己，被殷寿拿下，处以极刑，行刑之际，姬发、姜子牙欲救出殷郊，然而却晚来一步，崇应彪将殷郊斩首示众。哪吒将殷郊尸体带回昆仑。姬发与殷寿生死对决，最终姬发成功杀死殷寿，并得到姜文焕协助，举兵反商逃出朝歌。申公豹施展移魂符法术，召唤饕餮追杀姜子牙，姬发救出姜子牙，并与其互换身份，引诱申公豹，姬发遂射杀饕餮，纵身跃下黄河渡口。另一边，雷震子翱翔于九霄之上，展风雷二翅，在孟津渡口之上救出西伯侯姬昌，保护其回到西岐。姬发一路上历经重重困难，千山万水，最终返乡归故里，与姬昌父子齐相聚，两人四目相对，热泪盈眶，千言万语，诉说不尽万千思念。
成汤江山岌岌可危，天谴降临，妖乱国殇。九尾妖狐牺牲千年修为，复活殷寿，闻太师率魔家四将还朝，姜太公钓鱼，凤鸣于岐山，封神大战，一觸即發。

### 第二部：战火西岐（2025）
闻仲率殷商大军兵临西岐，姜子牙、姬发等在邓婵玉的帮助下，带领西岐军民大破闻仲摆下的“十绝阵”，保卫家园的故事。
殷商太子殷郊被斩首后，哪吒、杨戬将殷郊尸首送往昆仑，元始天尊认定殷郊为天下共主，不顾十二金仙劝阻，一意孤行，不惜代价也要复活殷郊，因而逆天行事。然则殷郊怨念极深，三魂七魄不入封神榜，最终元始天尊耗尽千年修为法力，法力尽失变回了凡人，从而复活殷郊。元始天尊为助殷郊成为天下共主，命殷郊下山与西岐合作，对抗殷寿。
殷商太师闻仲远征北海，苦战十年，终凯旋回朝。率领邓婵玉、太鸾、魔家四将回朝歌，商王殷寿推心置腹，乞求闻仲发兵西岐，夺取封神榜。闻仲以年迈为由，告老还乡。 邓婵玉为继承父亲邓九公遗志，请缨出战，殷寿大喜赐战甲，令其征讨西岐。
邓婵玉率领太鸾、魔家四将攻打西岐，殷郊显化三头六臂法相，力破魔家四将。此后邓婵玉与姬发在相处过程中互生情愫，芳心暗许。邓婵玉在西岐城第一次体验到家的感觉，而姬发也渐渐喜欢上了邓婵玉。可惜造化弄人，两人最终有缘无份。
金鳌岛三霄娘娘赠与申公豹五毒葫芦，申公豹随后以五毒葫芦施法，将朝歌将士变成了蛊兵大军。一场大战即将来临。
正当西岐歌舞升平之际，闻仲率领大军攻打西岐，奉商王殷寿圣旨，下令西岐屠城，无论老幼妇孺，一律斩杀，不留活口，其残暴无道之举，尽失民心。为了彻底斩尽杀绝，闻仲更是亲自布下“十绝阵”，令将士服下生死符水，以额头的天眼做阵眼，夺人仙之三魂七魄，十绝阵内昊天无亮，铜镜有光，十绝阵出，人仙皆亡。连哪吒、杨戬、雷震子、殷郊都不是闻仲对手，纷纷败下阵来。西岐战火纷飞，人间一片炼狱，即将城破家亡。
邓婵玉与闻仲约法三章，只要三日内夺取封神榜，就停止屠杀西岐军民，为了达此目的，邓婵玉俘虏姜子牙，但是闻仲背信弃义，杀戮成性，危急关头，邓婵玉以命相搏，携手姬发突袭闻仲，大破十绝阵，闻仲功亏一篑，兵败如山倒。最终邓婵玉因服用过生死符水而死，在姬发的怀抱中，香消玉殒。姬发悲痛欲绝，看着自己心爱的姑娘，离他而去。至此，西岐军民成功保卫家园，故事告一段落。
申公豹奉旨让闻仲自裁，闻仲因连累三军，无功而返，恼羞成怒之下拔剑自刎，身首异处，结束了自己助纣为虐的罪恶人生。申公豹率领五毒蛊兵前往西岐，西岐即将战火再起。
殷郊不听忠言，复仇心切，孤身一人前往朝歌刺杀商王殷寿。金鳌岛通天教主横空出世，以无上通天法力击败殷郊。殷郊被通天教主控制，扔入汞池洗脑，洗掉了前世记忆。最终殷郊认贼作父、认贼为母，彻底沦为通天教主和商王殷寿的傀儡，为自己的命运悲剧，埋下伏笔。

### 第三部（待定）
姬发联合四方诸侯进军朝歌，殷寿与通天教主大摆“九曲黄河阵”和“诛仙阵”，元始天尊携十二金仙下山，人仙妖三界大战一触即发。

## 備註
1. ↑  第一部电影原名“封神三部曲之妖乱国殇”。
2. ↑  第二部电影原名“封神三部曲之魔道争锋”。
3. ↑  第三部电影原名“封神三部曲之封神天下”。

## 外部連結
- 封神三部曲的新浪微博
- 互联网电影数据库（IMDb）上《封神三部曲》的资料（英文）
- 豆瓣电影上《封神三部曲》的資料 （简体中文）
- 时光网上《封神三部曲》的資料（简体中文）
- 封神第一部：朝歌风云 （页面存档备份，存于） - 貓眼電影
- 封神第一部：朝歌风云 bilibili频道 （页面存档备份，存于）